# Clortalidona
La clortalidona es un medicamento diurético utilizado para tratar la hipertensión (presión arterial alta). Se lo describe como un diurético tiazídico (o, más bien, un diurético similar a la tiazida porque actúa de manera similar a las tiazidas pero no contiene la estructura molecular de la benzotiadiazina). En comparación con otros medicamentos de la clase de tiazida, la clortalidona tiene la duración de acción más prolongada pero un efecto diurético similar a las dosis terapéuticas máximas. A menudo se utiliza en el tratamiento de la hipertensión y la hinchazón debido a la retención de líquidos (edema).
En términos de actividad, la clorotalidona es muy similar a la hidroclorotiazida y se usa como medicamento independiente o en combinación con otros agentes antihipertensivos para reducir la presión arterial, y también como un medicamento adyuvante para tratar el edema causado por insuficiencia cardíaca y trastornos renales, como el síndrome nefrótico.

## Mecanismo de acción
La clortalidona previene la reabsorción de sodio y cloruro al inhibir el simportador Na + / Cl- en el túbulo contorneado distal. Las tiazidas y los compuestos relacionados también disminuyen la velocidad de filtración glomerular, lo que reduce aún más la eficacia del fármaco en pacientes con afección renal (por ejemplo, insuficiencia renal). Al aumentar el suministro de sodio al túbulo renal distal, la clortalidona aumenta indirectamente la excreción de potasio a través del mecanismo de intercambio sodio-potasio (es decir, canales apicales ROMK / Na acoplados con Na + / K ATPasas basolaterales Na + / K). Esto puede resultar en una baja concentración de potasio y cloruro en sangre, así como una alcalosis metabólica leve; sin embargo, la eficacia diurética de la clortalidona no se ve afectada por el equilibrio ácido-base de la persona que se está tratando.
Inicialmente, los diuréticos reducen la presión arterial al disminuir el gasto cardíaco y reducir el volumen de líquido extracelular y plasmático. Finalmente, el gasto cardíaco vuelve a la normalidad, y el volumen de líquido extracelular y del plasma vuelve a ser ligeramente inferior al normal, pero se mantiene una reducción en la resistencia vascular periférica, lo que da como resultado una presión sanguínea general más baja. La reducción en el volumen intravascular induce una elevación en la actividad de la renina plasmática y la secreción de aldosterona, contribuyendo aún más a la pérdida de potasio asociada con la terapia con diuréticos tiazídicos.

## Eficacia
A diferencia de los diuréticos de asa, la eficacia de la clortalidona disminuye en pacientes con ciertas enfermedades renales (por ejemplo, enfermedad renal crónica). Un ensayo clínico (ALLHAT) en 2002 comparó clortalidona con doxazosina en el tratamiento de pacientes hipertensos de alto riesgo. En este estudio, solo la clortalidona redujo significativamente el riesgo de eventos combinados de enfermedad cardiovascular, especialmente insuficiencia cardíaca, en comparación con fármacos como la doxazosina. Clortalidone fue aprobado por la FDA en 1960. Las conclusiones del estudio ALLHAT mostraron que no hubo diferencias significativas en la mortalidad por todas las causas, enfermedad cardíaca fatal o infarto de miocardio no mortal cuando se comparó la clortalidona con lisinopril o amlodipina, pero sí mostraron tasas reducidas de insuficiencia cardíaca después de 6 años cuando se comparó con amlodipina y disminución de las tasas de enfermedad cerebrovascular después de 6 años cuando se comparó con lisinopril, lo que llevó a las conclusiones del estudio a decir que los diuréticos tiazídicos se prefieren como primer paso en la terapia antihipertensiva.

## Nombres comerciales
- Dabix (Valsartán/Clortalidona)
- Cardiol (Clortalidona)